# Erebo Zuniño
Erebo Zuniño – piłkarz urugwajski, pomocnik.
Razem z klubem CA Peñarol Zuniño w 1932 roku został mistrzem Urugwaju, a w 1933 i 1934 roku został wicemistrzem Urugwaju.
Jako piłkarz klubu Peñarol wziął udział w turnieju Copa América 1935, gdzie Urugwaj zdobył mistrzostwo Ameryki Południowej. Zuniño zagrał we wszystkich trzech meczach - z Peru, Chile i Argentyną.
Następnie Zuniño razem z Peñarolem zdobył cztery mistrzostwa Urugwaju z rzędu - w 1935, 1936, 1937 i 1938 roku.
Wciąż jako gracz Peñarolu wziął udział w turnieju Copa América 1939, gdzie Urugwaj został wicemistrzem Ameryki Południowej. Zuniño zagrał we wszystkich czterech meczach - z Ekwadorem, Chile, Paragwajem i Peru. W kraju Zuniño wraz z Peñarolem sięgnął po kolejny w swej karierze tytuł wicemistrza Urugwaju.
Od 14 grudnia 1933 roku do 12 lutego 1939 roku Zuniño rozegrał w reprezentacji Urugwaju 12 meczów, w których nie zdobył żadnej bramki.